# Raionul Prîlukî (pre-2020), Cernihiv
Prîlukî (în ucraineană Прилуцький район, transliterat: Prîluțkîi raion) este un raion în regiunea Cernigău, Ucraina. Reședința sa este orașul regional Prîlukî, care nu aparține raionului.

## Demografie
Componența lingvistică a raionului Prîlukî
     Ucraineană (97,23%)
     Rusă (2,44%)
     Alte limbi (0,2%)
Conform recensământului din 2001, majoritatea populației raionului Prîlukî era vorbitoare de ucraineană (97,23%), existând în minoritate și vorbitori de rusă (2,44%).